# Libero D'Orsi
Libero D'Orsi   (Castellammare di Stabia, 30 de març de 1888 - Castellammare di Stabia, 18 de gener de 1977) va ser un professor i arqueòleg italià. Va dirigir excavacions al seu lloc de naixement que van portar al descobriment de la vil·la romana de Stabiae, la predecessora de Castellammare di Stabia. Els seus treballs arqueològics van superar les excavacions realitzades durant el règim borbònic dos-cents anys abans.

## Biografia
D'Orsi es va llicenciar en Lletres per la Universitat de Nàpols i en Filosofia per la Universitat de Pàdua. Va ser professor de literatura a escoles de les regions d'Apulia, Vèneto i Romanya. Després de la Segona Guerra Mundial va tornar al seu lloc de naixement, Castellammare di Stabia, a la Ciutat metropolitana de Nàpols. Va ser el director de l'escola des de 1946 fins al 1958. El 1949, D'Orsi va ser nomenat Inspector Honorari d'Antiguitats i Belles Arts així com Conservador Honorífic del Museu Estatal de Castellammare di Stabia.
Gràcies al seu nomenament com a inspector honorari de museus, el director de l'escola va quedar fascinat per les excavacions arqueològiques. Va reunir un grup de treballadors que van començar a excavar per a ell al turó de Varano. Els terratinents i els agricultors van començar una batalla d'anys contra ell per bloquejar tots els nous jaciments arqueològics. No obstant això, D'Orsi va tenir èxit amb les seves excavacions sistemàtiques. D'Orsi va ser el primer a descriure les tombes medievals a la Gruta de San Biagio; a més, va descobrir deu vil·les romanes entre 1950 i 1968. Aquestes vil·les estaven luxosament decorades amb mosaics, frescos, escultures, terracota, vaixella i joies. Va identificar una necròpolis romana, així com més de tres-centes tombes encara més antigues, dels segles vii al iv aC. Les obres van ser finançades per un Comitè de Suport a l'Excavació de Stabiae. Stabiae era el nom romà de Castellammare di Stabia. Nou mil objectes de l'antiguitat van sortir a la superfície gràcies a D'Ori. D'Orsi va fer exposar els objectes trobats a la seva escola. Aquest departament es va anomenar Antiquarium stabiano (1959).
Els anys 1967 i 1968, terratinents descontents amb majors mitjans van bloquejar les excavacions arqueològiques; D'Orsi va haver de renunciar a l'excavació. El director de l'escola jubilat tenia vuitanta anys. D'Orsi va ser guardonat amb la Medalla d'Or al Mèrit de la República per al sector de l'Educació, la Cultura i les Arts.
L'Antiquarium stabiano va continuar existint després de la mort de D'Orsi fins al 1997, quan va tancar. Després de les obres de restauració de l'antic Palau de Quisisana de Castellammare di Stabia, es va instal·lar un museu arqueològic al palau (2020). Aquest museu porta el nom de Museu Arqueològic d'Estàbia Libero D'Orsi i exposa les troballes de l'Antiquarium stabiano.

## Obres
- Gli scavi di Stabiae, Monografie / Ministero per i beni culturali ed ambientali, Soprintendenza archeologica di Pompei, Edizioni Quasar, 1996.
- L'ora di Pan, Tipografia Cotticelli, Castellammare di Stabia, 1974.
- Alcuni passi oscuri dei Sepolcri, Tip. Fratelli Lega, Faenza, 1970.
- Il mio povero io: ricordi, Ed. L'Eroica, Milano, 1970.